# Botanophila alishana
Botanophila alishana är en tvåvingeart som beskrevs av Masayoshi Suwa 1996. Botanophila alishana ingår i släktet Botanophila och familjen blomsterflugor.
Artens utbredningsområde är Taiwan. Inga underarter finns listade i Catalogue of Life.